# Pirawa
Pirawa è una suddivisione dell'India, classificata come municipality, di 11.182 abitanti, situata nel distretto di Jhalawar, nello stato federato del Rajasthan. In base al numero di abitanti la città rientra nella classe IV (da 10.000 a 19.999 persone).

## Geografia fisica
La città è situata a 24° 10' 16 N e 76° 02' 29 E.

## Società

### Evoluzione demografica
Al censimento del 2001 la popolazione di Pirawa assommava a 11.182 persone, delle quali 5.747 maschi e 5.435 femmine. I bambini di età inferiore o uguale ai sei anni assommavano a 1.801, dei quali 951 maschi e 850 femmine. Infine, coloro che erano in grado di saper almeno leggere e scrivere erano 7.425, dei quali 4.278 maschi e 3.147 femmine.